# Borís Shcherbina
Borís Yevdokímovich Shcherbina (en ruso: Бори́с Евдоки́мович Щерби́на; en ucraniano: Борис Євдокимович Щербина; Debáltsevo, 5 de octubre de 1919-Moscú, 22 de agosto de 1990) fue un político soviético que se desempeñó como vicepresidente del Consejo de Ministros entre 1984 y 1989. Durante este período supervisó la gestión de crisis tras el accidente de Chernóbil.

## Biografía
Shcherbina nació en Debáltsevo, en el óblast de Donetsk, República Socialista Soviética de Ucrania, el 5 de octubre de 1919, en la familia de un trabajador ferroviario. Se unió al Partido Comunista de la Unión Soviética en 1939 y se ofreció como voluntario para el servicio militar durante la guerra de Invierno con Finlandia.
A Shcherbina se le atribuye la cofundación de la industria del petróleo y el gas en la Siberia occidental, mientras se desempeñaba como primer secretario del PCUS en el óblast de Tiumén y más tarde como ministro del Petróleo y Gas (1973-1984). En 1976, Shcherbina se convirtió en miembro del Comité Central del Partido Comunista de la Unión Soviética y mantuvo el cargo hasta su muerte. 
En 1984 se convirtió en vicepresidente del Consejo de Ministros y, como tal, se encargó de abordar el desastre de Chernóbil en 1986. Shcherbina desempeñó un papel similar después del catastrófico terremoto de Spitak de 1988.
En 1990 se opuso a la elección de Borís Yeltsin para la presidencia del Soviet Supremo de la República Socialista Federativa Soviética de Rusia. Sin embargo, Yeltsin fue elegido y más tarde se convirtió en el primer presidente de la Rusia independiente. 
Shcherbina falleció el 22 de agosto de 1990 en Moscú, a los 70 años.

## En la cultura popular
Fue interpretado por Stellan Skarsgård en la miniserie de 2019 Sky / HBO Chernobyl.